# Vlatko Kučan
Vlatko Kučan (* 1963 in Sarajevo) ist ein aus Bosnien-Herzegowina stammender Jazz-Saxophonist und -Klarinettist.
Nach seinem Abitur am Ulrichsgymnasium Norden (1984) studierte Kucan Saxophon an der Hochschule für Musik und Theater Hamburg und spielte danach in verschiedenen Gruppen. Zu seinen Partnern gehörten u. a. Carla Bley, Anthony Braxton, Derek Bailey, Barry Guy, Marion Brown und Tomasz Stańko. Seit 1990 ist er Leiter des Ensembles Lesart und Geschäftsführer des Hörbuch-Verlages voices editionen. 1998 gründete er mit Rajesh Mehta und Peter Niklas Wilson das Plattenlabel TrueMuze. Mit Michael Danner, Bill Elgart und Jay Oliver gründete er das Vlatko Kučan Quartet, das bis zu Olivers Tod 1993 bestand. Als Komponist von Schauspielmusiken arbeitete er u. a. mit Tom Waits, Bob Wilson, Lester Bowie und Giora Feidman.
1982 porträtierte ihn die an seiner Schule lehrende Hildegard Peters.

## Diskographie
- Live at Palo-Palo mit dem Vlatko Kučan Quartet und Tomasz Stanko, 1991
- Reconfiguations mit Ray Kaczynski, Rajesh Mehta, Peter Niklas Wilson, 2000